# Plains (Georgia)
Plains es una ciudad ubicada en el condado de Sumter en el estado estadounidense de Georgia. En el año 2000 tenía una población de 637 habitantes. Fue el lugar de la casa de Jimmy y Rosalynn Carter, quienes fueron el 39.º presidente y primera dama de los Estados Unidos de 1977 a 1981.

## Celebridades
- Es la ciudad natal, residencial y donde falleció en 2024 Jimmy Carter, 39.º presidente de los Estados Unidos.
- Es la ciudad de nacimiento, residencia, fallecimiento e inhumación de Rosalynn Carter, esposa del anterior.

## Historia
Originalmente habitada por el pueblo Muscogee,existían tres pequeños asentamientos cerca de lo que se convertiría en Plains en la década de 1840: Lebanon, Magnolia Springs y Plains of Dura.En 1885, se produjo un importante punto de inflexión cuando un importante ferrocarril de este a oeste se extendió por la zona y provocó la consolidación de los tres asentamientos en uno solo.Al ampliarse el acceso ferroviario a la región en respuesta al aumento del cultivo de algodón, estos asentamientos se unieron más cerca de la nueva ubicación del ferrocarril. A medida que los negocios se desarrollaban rápidamente, los empresarios locales solicitaron con éxito a la Legislatura del Estado de Georgia acortar «Plains of Dura» a simplemente «Plains». La ciudad se incorporó en 1896.
Plains siguió creciendo gracias al cultivo del algodón hasta principios del siglo XX. En la década de 1920 se construyeron una importante escuela y el pionero sanatorio Wise. A pesar de que se dedicó al cultivo del cacahuete, la comunidad perdió gran parte de su prosperidad durante la Gran Depresión.
La ciudad siguió siendo pequeña y tranquila hasta que Jimmy Carter, natural de Plains, alcanzó la fama política como gobernador de Georgia en 1971, antes de convertirse en presidente de EE. UU. de 1977 a 1981. Durante las elecciones presidenciales de 1976 y durante muchos años después, la ciudad experimentó una gran afluencia de turismo debido al nombre de Carter, con casi 10.000 personas (unas 18 veces la población de Plains) llegando a la comunidad a diario.

## Geografía
Plains se encuentra ubicada en las coordenadas 32°2′1″N 84°23′36″O / 32.03361, -84.39333 (32.033611, -84.393333).
Según la Oficina del Censo, la localidad tiene un área total de 2,1 km² (0,8 mi²), de la cual 2,1 km² (0,8 mi²) es tierra y 0 km² (0 mi²) (0.00%) es agua.El límite de la ciudad tiene forma de círculo. Está situada en el oeste-suroeste de Georgia, a 190 km al sur de Atlanta.

## Demografía
Según la Oficina del Censo en 2000 los ingresos medios por hogar en la localidad eran de $26,719, y los ingresos medios por familia eran $29,375. Los hombres tenían unos ingresos medios de $24,375 frente a los $16,406 para las mujeres. La renta per cápita para la localidad era de $11,602. 

## Galería

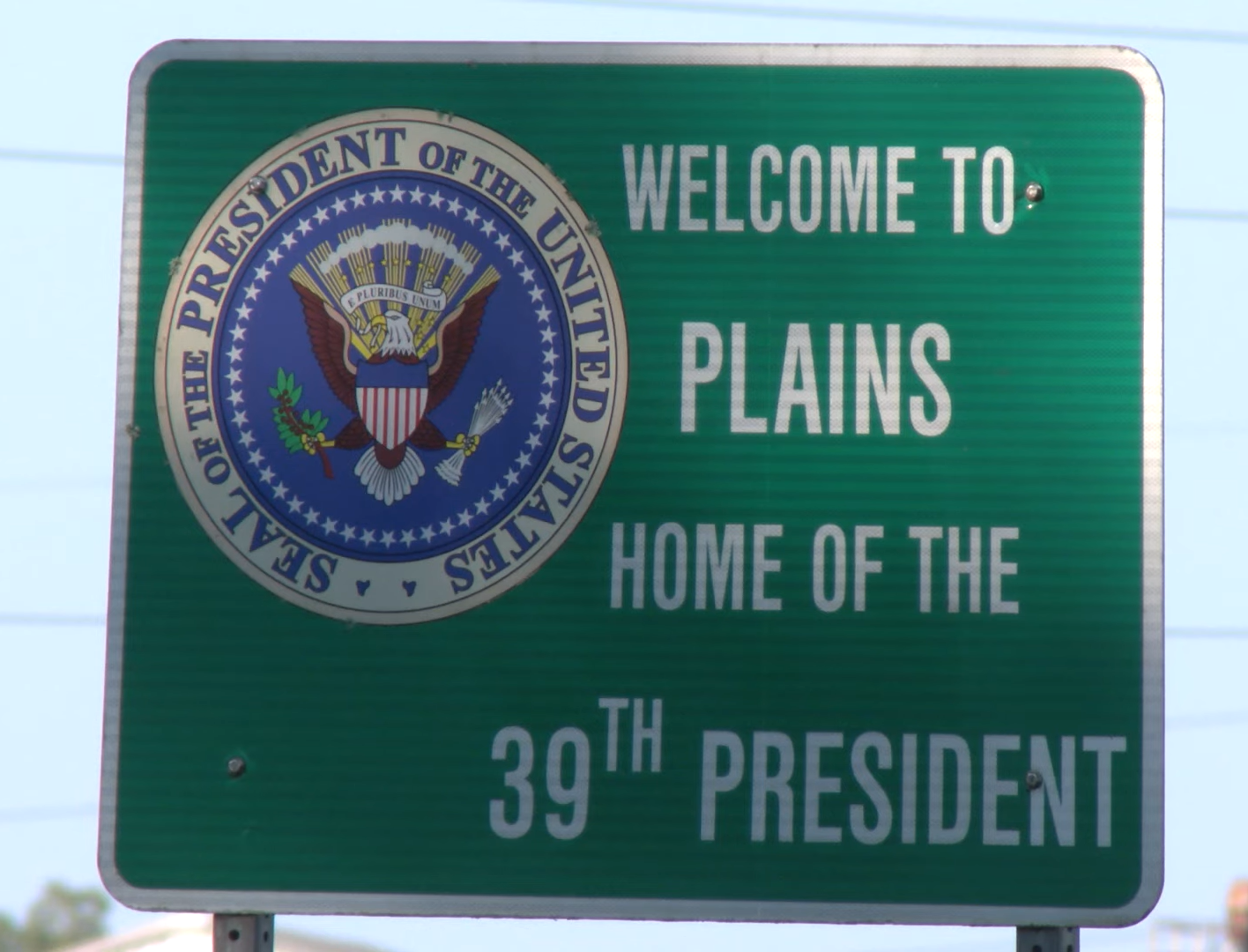
El cartel de bienvenida de Plains, con el Sello del Presidente de los Estados Unidos.
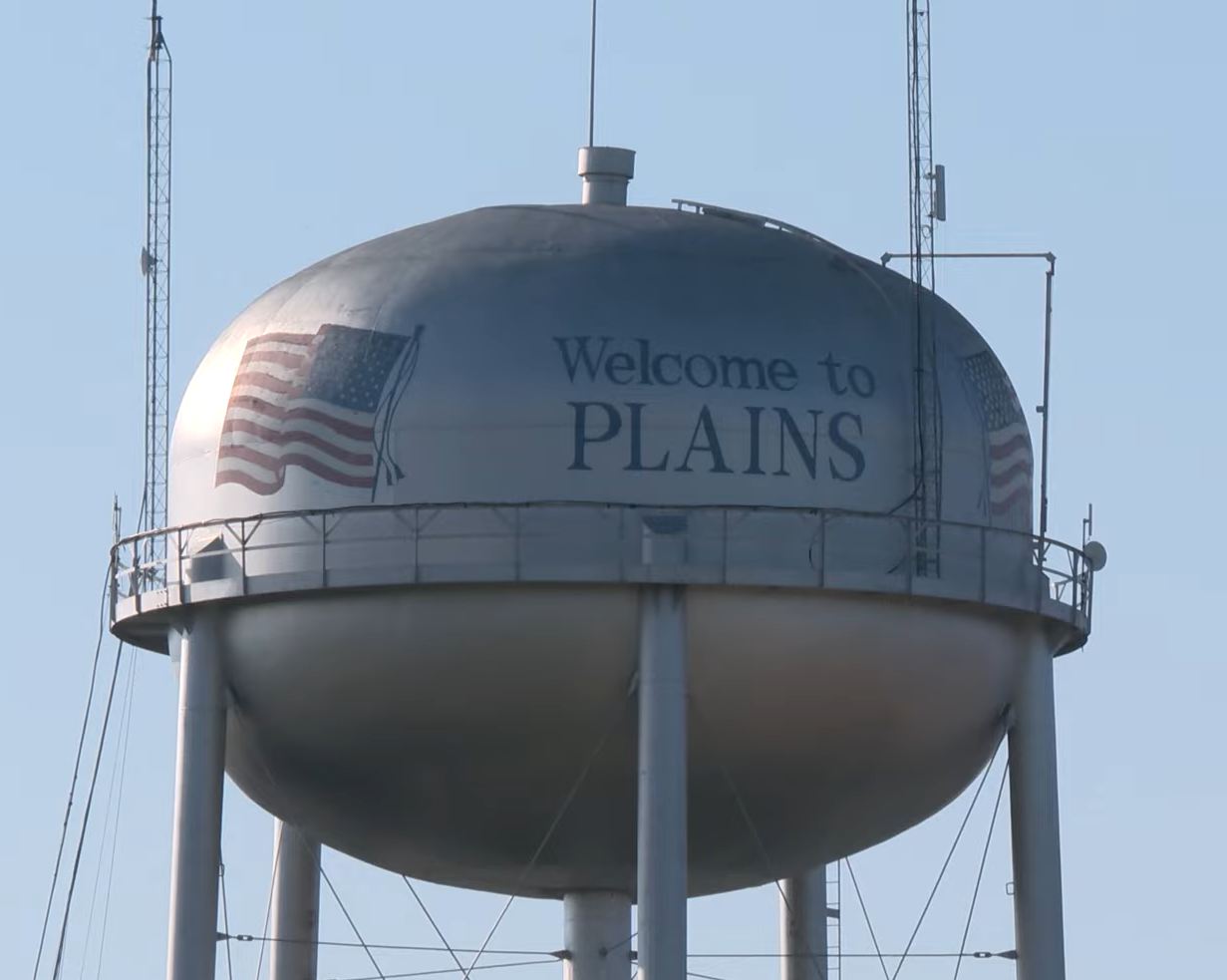
La torre de agua de Plains.
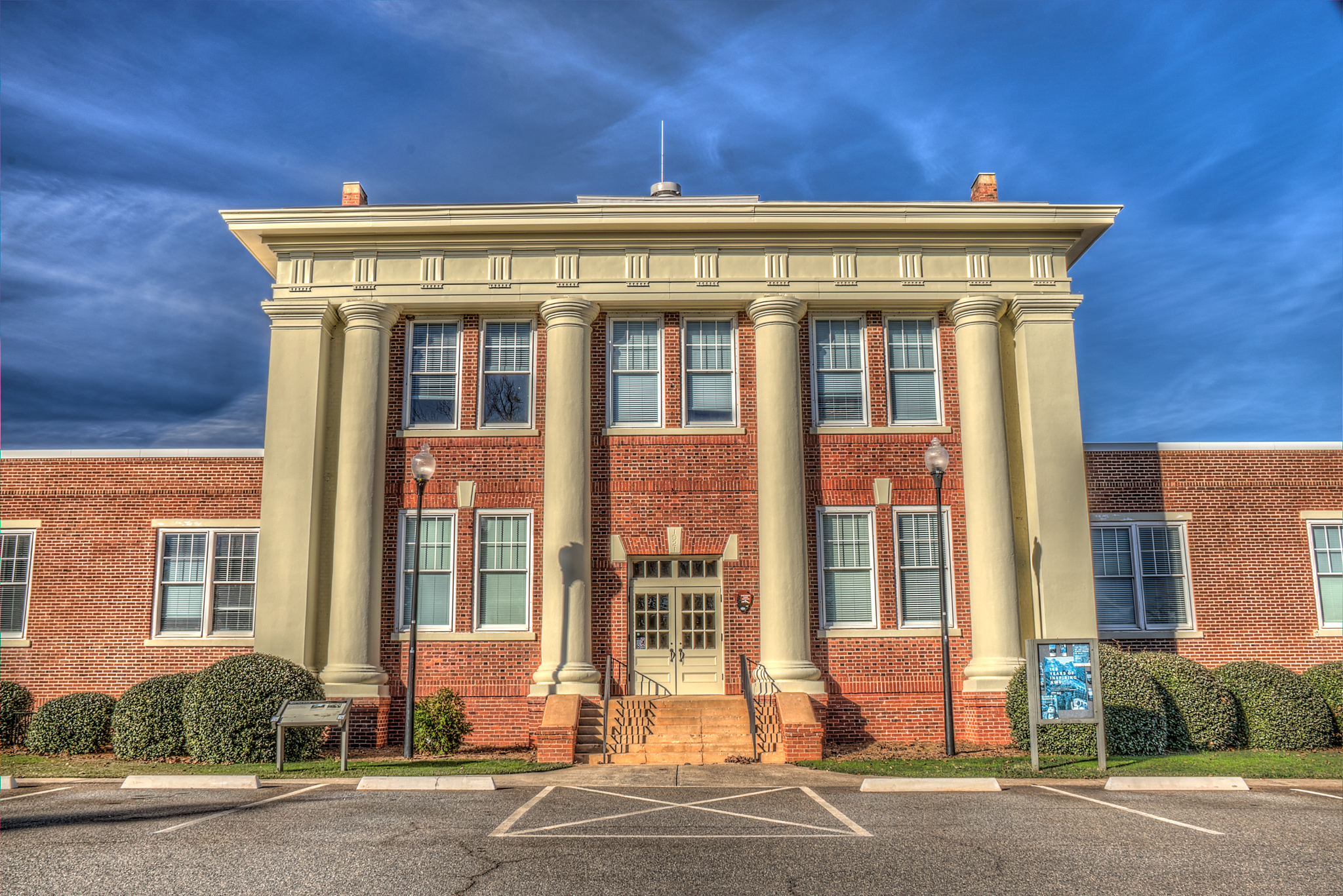
Carter's High School, ahora centro de visitantes y museo.
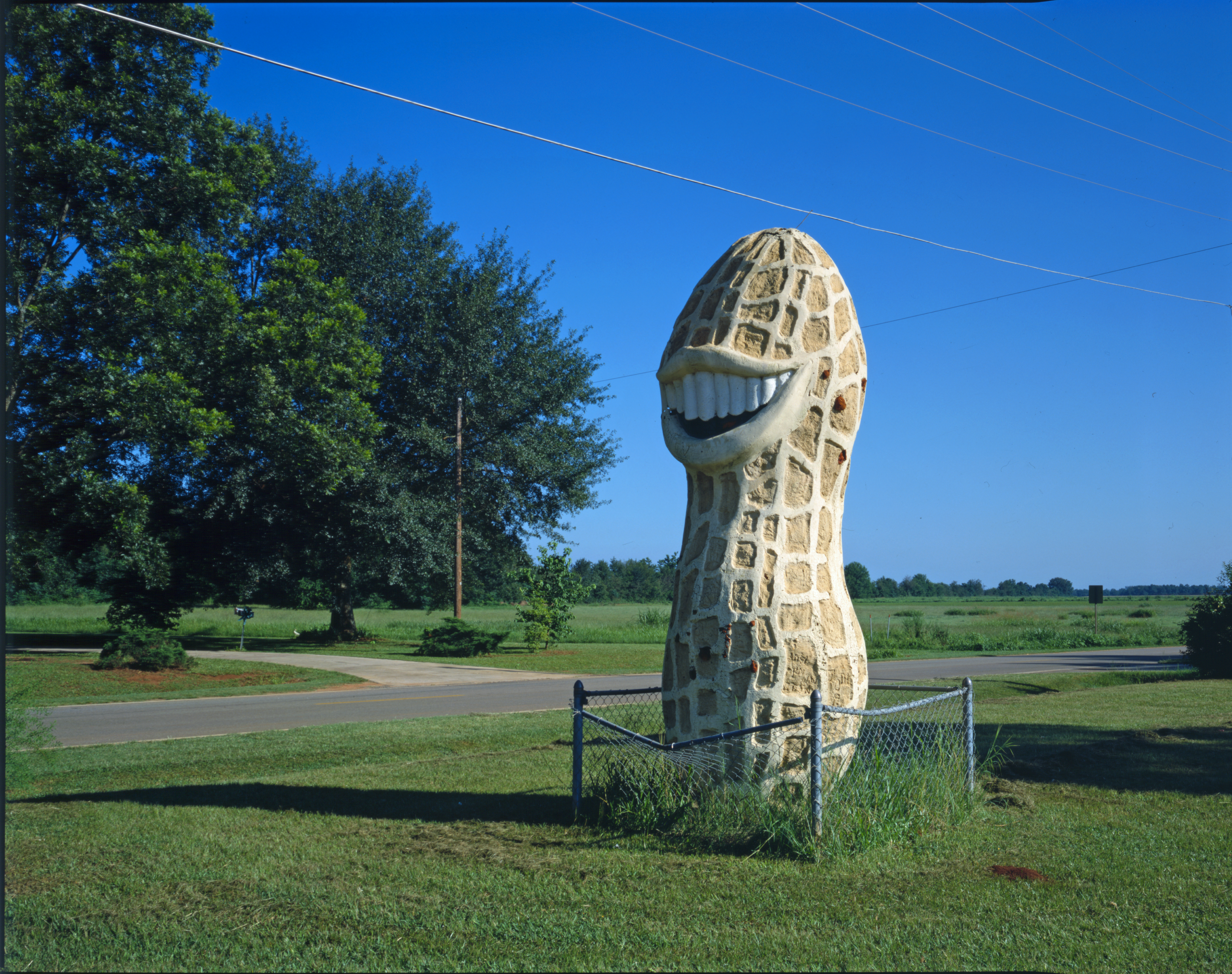
Estatua del Cacahuete Jimmy Carter
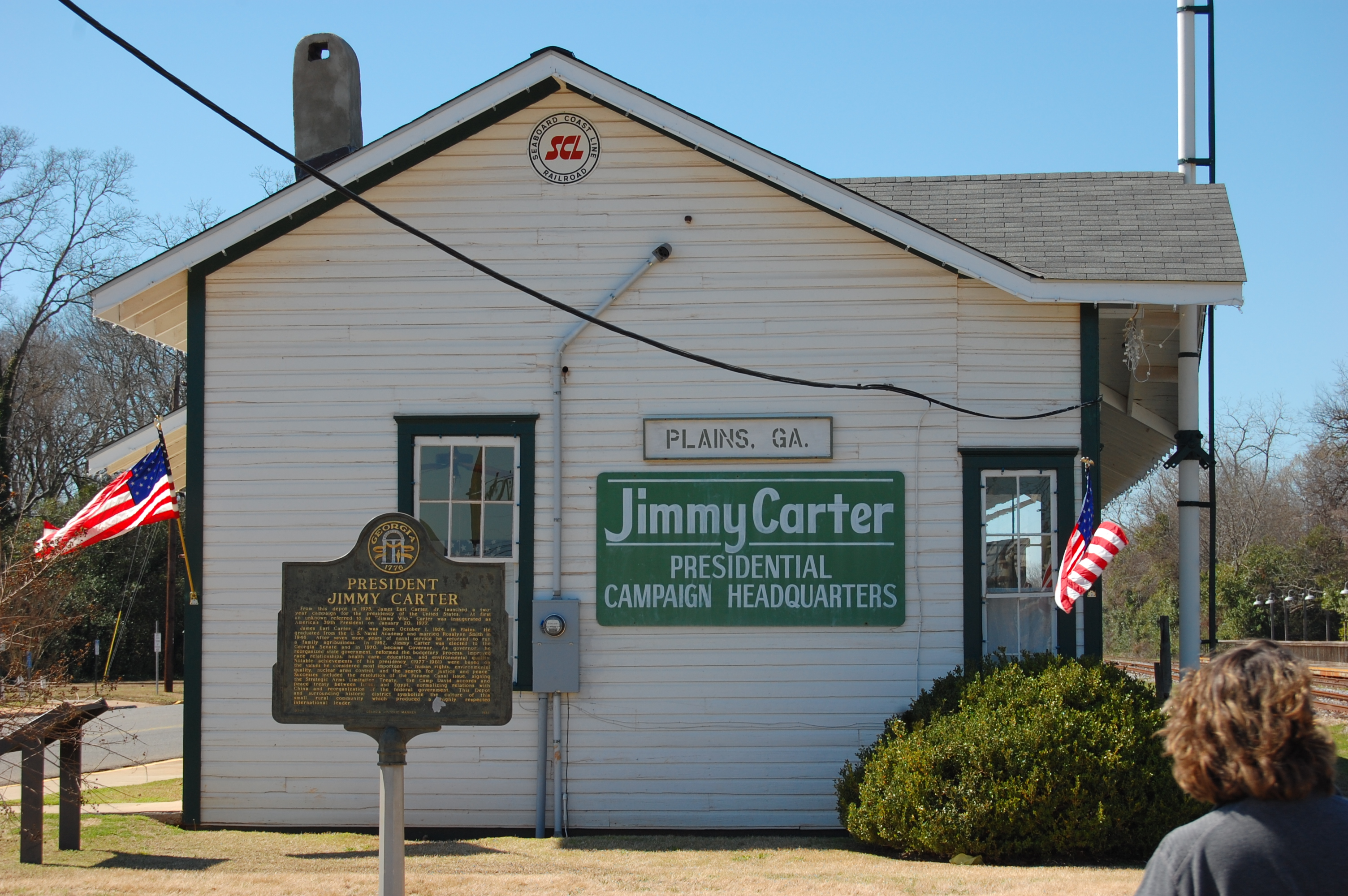
Cuartel general de la campaña de Carter (2008)
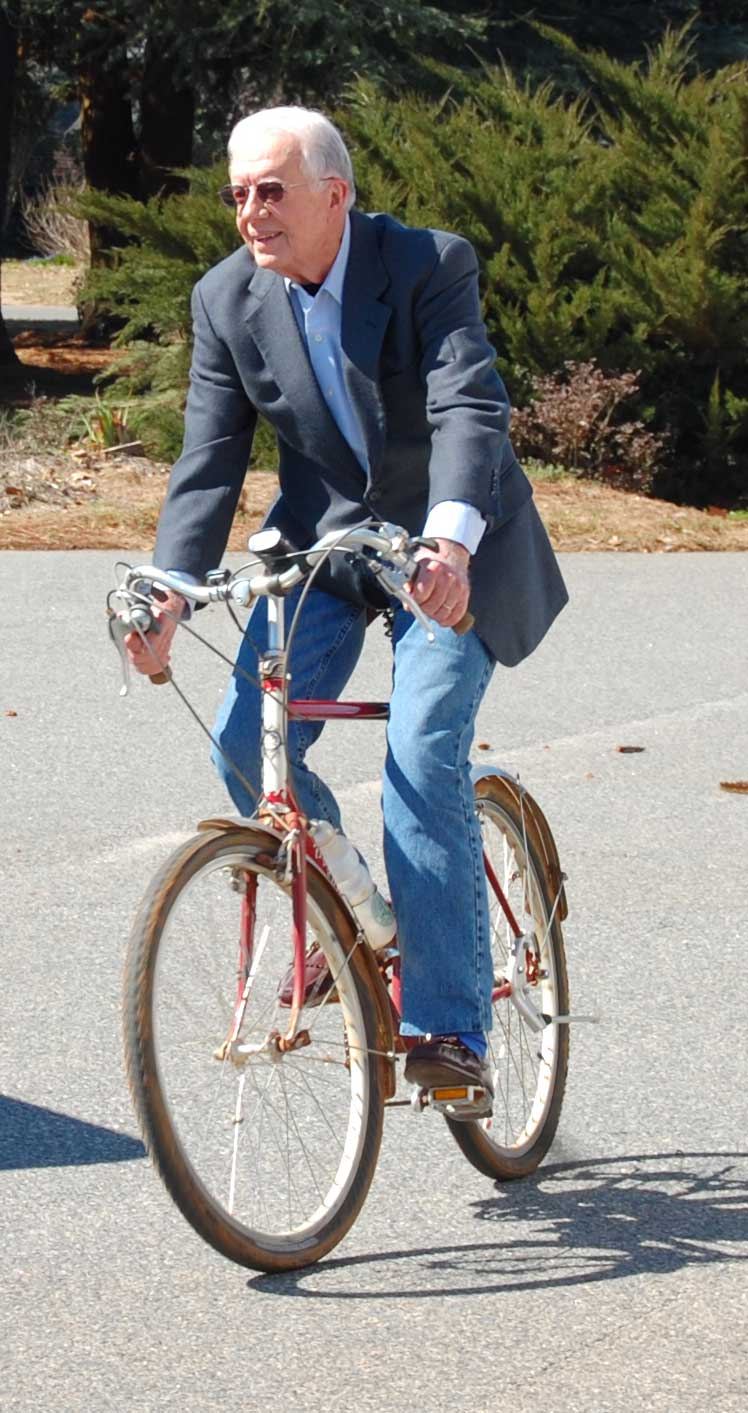
Jimmy Carter en bicicleta por las llanuras (2008).